# Black City
Black City war eine dänische Rockgruppe aus Aarhus um den Sänger Bjørn Poulsen, die von 2009 bis 2014 erfolgreich war.

## Bandgeschichte
Sänger und Gitarrist Bjørn Poulsen aus Aarhus war Ende der 2000 von Universal Music durch seinen MySpace-Auftritt entdeckt worden und bekam einen Plattenvertrag angeboten. Zusammen mit Kristian Klærke (Gitarre), Jakob Bjørn Hansen (Schlagzeug) und Torleik Mortensen (Bass) gründete er im Herbst 2009 die Band Black City. Mit ihrer ersten Single Summertime hatten sie im Jahr darauf einen Radiohit. Noch im selben Jahr veröffentlichten sie ihr Debütalbum. Das nach der Band benannte Album wurde ein Achtungserfolg und erreichte Platz 36 der dänischen Charts. Danach tourten sie ausgiebig durch Nordeuropa und spielten bei AC/DC und Ozzy Osbourne im Vorprogramm.
Vor dem zweiten Album gab es einige Änderungen. Bassist Mortensen hatte die Band verlassen und nachdem Mixen Lindberg zeitweise übernommen hatte, wurde Anders Borre Mathiesen der neue vierte Mann. Außerdem wechselten Black City zu Sony Music, wo auch D-A-D unter Vertrag standen, und taten sich mit deren Produzent Nick Foss zusammen. Im Februar 2013 erschien das Album Fire in Dänemark. Es brachte aber nicht den erhofften Durchbruch und blieb im Erfolg hinter dem Debütalbum zurück. Auch die Veröffentlichung in Deutschland im Jahr darauf brachte keinen neuen Schwung in die Karriere.
Die Bandmitglieder hatten bereits in den gemeinsamen Jahren auch nebenher in anderen Projekten gearbeitet. 2014 gaben sie die Auflösung der Band bekannt und begründeten sie mit musikalischen Differenzen. Am 11. Oktober des Jahres gaben sie ihr Abschiedskonzert in Kopenhagen.

## Diskografie
Alben
- 2010: Black City (Universal Music)
- 2013: Fire (Smi, Sony Music Denmark)

Singles
- 2010: Summertime
- 2010: Every Night
- 2010: The One You Sacrifice
- 2013: Here Comes the Rain
- 2013: Fire